# Jean-Louis Bompoint
Jean-Louis Bompoint (* 10. Juni 1960 in La Rochelle) ist ein französischer Kameramann, Regisseur, Animationsfilmer und Musiker.

## Leben
Bompoint interessierte sich bereits als Kind für den Animationsfilm. Mit 12 Jahren gründete er an seiner Schule einen Filmclub und begann mit Norman McLaren zu korrespondieren, der ihm die Grundlagen des Animationsfilms vermittelte. Nach Abschluss des Studiums verließ er 1983 Bordeaux und zog nach Paris, wo er an ersten Animations-Projekten arbeitete. Nachdem Bompoint 1983 Michel Gondry kennengelernt hatte, begann eine langjährige Zusammenarbeit der beiden an zahlreichen Kurzfilmen, Musikvideos und Werbespots.
Ab Mitte der 1980er Jahre spezialisierte Bompoint sich auf den Animationsfilm. Neben persönlichen Projekten war er auch an der Produktion größerer Animationsprojekte als Redakteur, Leiter der Postproduktion und später als Supervisor beteiligt. 1990 übernahm Bompoint gemeinsam mit Pierre Philippe die Restaurierung von Jean Vigos Film Atalante, wobei beide das Material einer von Bompoint entdeckten frühen Kopie des Films praktisch komplett integrierten, was später teils als „zu enthusiastisch“ kritisiert wurde. Nachdem Bernard Eisenschitz und Vigos Tochter Luce den Film 2001 erneut restaurierten und dabei einige Szenen der 1990er Jahre-Version wieder entfernten, kam es in der Folge zu einem scharfen Disput zwischen Bompoint und Eisenschitz. 1997 verantwortete Bompoint die Erstellung der beiden Animationsserien Kassai und Leuk sowie Weihnachtsmann & Co. KG. Danach arbeitete er mehrere Jahre in China und Südkorea.
Mit Michel Gondry entstanden parallel weitere Musikvideos und Werbespots sowie 2012 der Spielfilm Science of Sleep – Anleitung zum Träumen. Später übernahm Bompoint auch die Kameraarbeiten für Regisseure wie James C. Strouse, Sallie Aprahamian oder Natalie Portman.
Daneben unterrichtete Bompoint an mehreren Filmschulen.

## Filmografie (Auswahl)
Kamera
- 1985: La Copine du pirate (Kurzfilm)
- 1988: Oui Oui – Bolide (Musikvideo)
- 1988: Jean-Luc Lahaye – Dô, l’enfant d’eau (Musikvideo)
- 1989: Oui Oui – Les cailloux (Musikvideo)
- 1993: Rachid Taha – Voilà, voilà que ça recommence, Version 1 (Musikvideo)
- 1993: Hothouse Flowers – This Is It - Your Soul (Musikvideo)
- 1998: The Rolling Stones – Gimme Shelter (Musikvideo)
- 2001: Radiohead – Knives Out (Musikvideo)
- 2001: Confession d’un dragueur
- 2005: Monsieur Raimu est un génie (Dokumentarfilm)
- 2006: Science of Sleep – Anleitung zum Träumen (La Science des rêves)
- 2007: Die Zeit ohne Grace (Grace Is Gone)
- 2007: Paul McCartney – Dance Tonight (Musikvideo)
- 2008: Broken Lines
- 2008: New York, I Love You (Episode Central Park)
- 2009: L’épine dans le coeur (Dokumentarfilm)
- 2010: Sarabande de Mai (Kurzfilm)
- 2010: Arthur, mon héros (Kurzfilm)
- 2010: Tapis rouge (Kurzfilm)
- 2012: Pari (Kurzfilm)

Regie
- 1981: Opus 81 (Kurzfilm)
- 1984: Histoire d’un clown (Kurzfilm)
- 1985: Jazz à trois (Kurzfilm)
- 1985: La Copine du pirate (Kurzfilm)
- 1986: Ring dem bells (Kurzfilm)
- 1987: Un rêve idiot (Kurzfilm)
- 1987: Animexpress (Kurzfilm)
- 1989: Animexpress (Kurzfilm)
- 1989: Bleu Blanc Rouge (Kurzfilm)
- 1990: Correspondance (Kurzfilm)
- 1997: Kassai und Leuk (Samba et Leuk le lièvre, Animationsserie)
- 1997: Weihnachtsmann & Co. KG (Le monde secret du Père-Noël, Animationsserie)
- 2005: Monsieur Raimu est un génie (Dokumentarfilm)
- 2007: Qui a peur de Michel Gondry? (Dokumentarfilm)
- 2010: Némasco (Kurzfilm)

Animation
- 1985: Clémentine (Animationsserie)
- 1986: Moi Renart (Animationsserie)